# Guerra Gálata
A Guerra Gálata foi um conflito travado entre os gauleses da Galácia, conhecidos como "gálatas", e uma força conjunta da República Romana e do Reino de Pérgamo em 189 a.C..
Os romanos haviam acabado de derrotar os selêucidas na Guerra romano-selêucida, forçando uma rendição formalizada no Tratado de Apameia. Depois desta vitória, Cneu Mânlio Vulsão, o cônsul romano, justificou uma invasão ao território dos gálatas, que haviam emigrado para a região quase 100 anos antes, como sendo uma expedição punitiva em retaliação às tropas fornecidas pelos gálatas aos selêucidas durante a guerra, mesmo não tendo permissão do Senado Romano para tanto. Com a ajuda de Pérgamo, os romanos derrotaram os gálatas numa batalha perto do Monte Olimpo (moderno Uludağ) e, novamente, perto de Ancira (moderna Ancara).
Estas derrotas forçaram os gálatas a pedirem a paz, o que fez com que os romanos se retirassem para o litoral. Porém, já durante a marcha de volta para Roma, Mânlio Vulsão foi acusado de ameaçar a paz entre selêucidas e romanos pelos tribunos da plebe, mas foi inocentado e pôde celebrar um triunfo em Roma.

## Contexto
Em 191 a.C., Antíoco, o Grande, o imperador do Império Selêucida da Ásia invadiu a Grécia. Os romanos decidiram intervir e derrotaram os selêucidas na Batalha de Termópilas. A derrota forçou Antíoco a recuar de volta para  Ásia Menor, para onde os romanos o seguiram, cruzando o mar Egeu para se juntarem às tropas do Reino de Pérgamo, seus aliados. Finalmente, as forças conjuntas romano-pergamenses derrotaram definitivamente os selêucidas na Batalha de Magnésia.
Os selêucidas pediram a paz e a começaram as tratativas com Cipião Asiático. Na primavera, o novo cônsul, Cneu Mânlio Vulsão, chegou para assumir o controle do exército e concluir as negociações. Porém, Vulsão estava claramente descontente com a missão que lhe foi dada, que não lhe traria glória e nem riquezas, e começou a planejar uma nova guerra. Ele discursou para os soldados, parabenizando-os pela grande vitória e propôs a eles uma nova guerra, desta vez contra os gálatas da Ásia Menor, acusados de ajudarem Antíoco antes da Batalha de Magnésia. Mas o real motivo era o desejo de fama e riquezas de Vulsão.
Esta foi a primeira vez que um general romano começou uma guerra sem obter antes a permissão do povo ou do Senado Romano, um precedente perigoso que tornou-se um exemplo para os futuros cônsules. Vulsão deu início aos preparativos para sua guerra convocando a ajuda dos pergamenses. Porém, o rei Eumenes II estava em Roma e, por isso, o controle do exército foi assumido pelo seu irmão, Átalo, que se juntou a Vulsão alguns dias depois com 1 000 soldados e 500 cavaleiros.

## Marcha para o interior

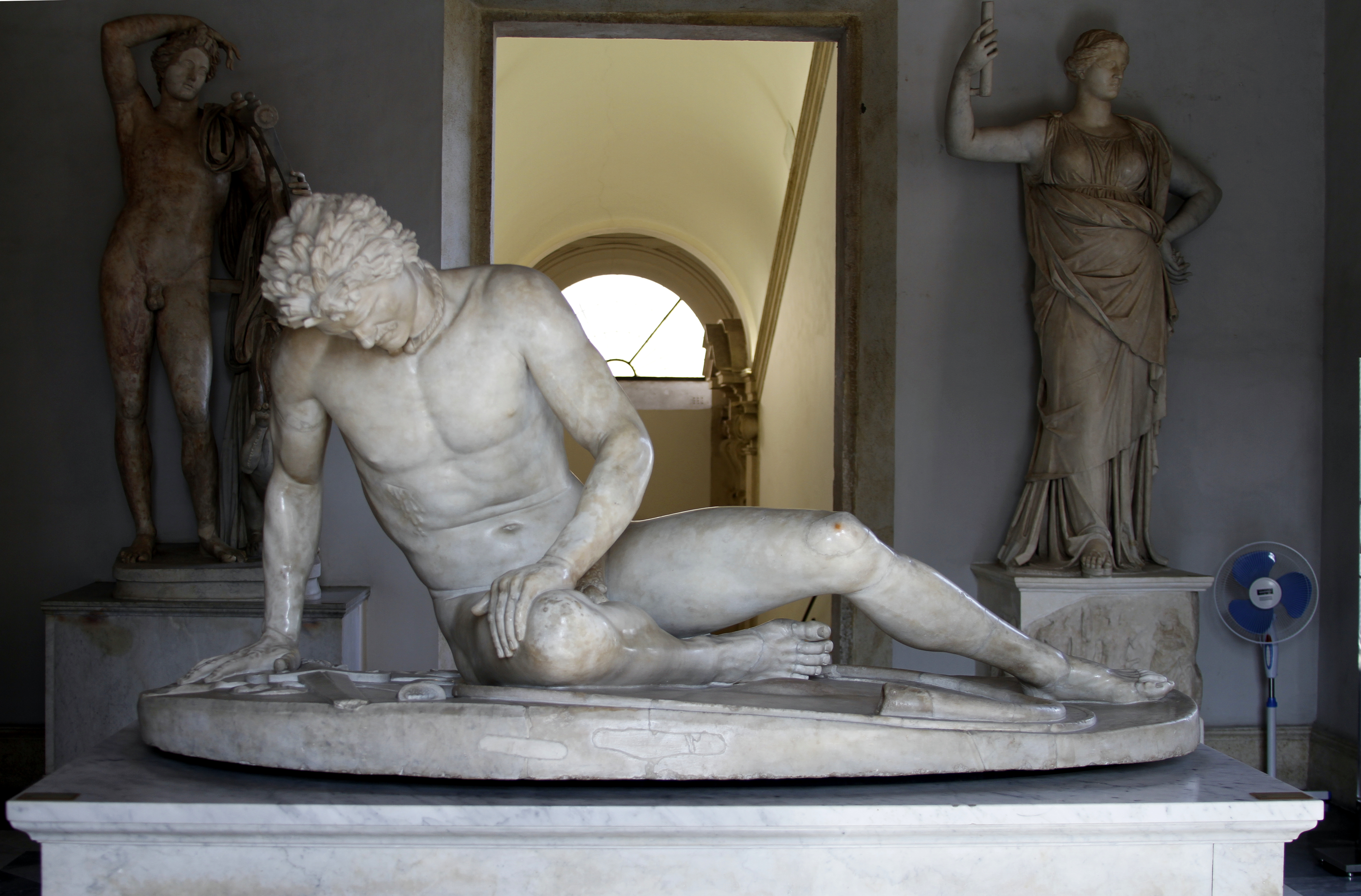
"Gaulês moribundo", uma famosa estátua de um guerreiro gaulês ferido. É uma cópia de um original encomendado por Átalo I depois da vitória pergamense sobre os gálatas no século III a.C..
Museus Capitolinos, Roma.

O exército romano-pergamense partiu de Éfeso e seguiu para o interior passando por Magnésia no Meandro até o território de Alabanda, onde mais 1 000 soldados e 300 cavaleiros enviados pelo irmão de Átalo se juntaram a eles. O expercito seguiu para Antioquia, onde encontraram o filho de Antíoco, Seleuco, que ofereceu-lhes milho como parte do tratado que estava sendo firmado.
Conforme marchavam para o interior seguindo o curso do alto Meandro e pela Panfília, o exército ia juntando soldados oferecidos por tiranos e príncipes locais sem encontrar muita oposição até chegaram ao território de Cíbria, governada por um tirano chamado Moagetes, conhecido por sua crueldade. Quando os enviados romanos chegaram à cidade, ele implorou para que os romanos não devastassem o território afirmando que era um aliado e prometeu dar-lhes quinze talentos de prata. Enviados de Moagetes foram enviados ao acampamento de Vulsão, que os recebeu, segundo o relato de Políbio, da seguinte forma:
| “ | Não apenas Moagetes se revelou como um dos mais determinados inimigos de Roma dentre os príncipes da Ásia, como também fez o que pôde para derrubar seu império e merece punição ao invés de amizade. | ” |
|   | — Políbio, Histórias XXI.34. |   |

Os emissários ficaram atemorizados com a resposta furiosa de Vulsão e pediram que o cônsul se encontrasse com seu mestre. No dia seguinte, Moagetes saiu da cidade e implorou para que Vulsão aceitasse o quinze talentos, mas a resposta do cônsul foi violenta: Moagetes deveria pagar 500 talentos e agradecer pelo fato de ter essa possibilidade; se não o fizesse, Vulsão não apenas saquearia o território de Moagetes, mas invadiria a cidade e a saquearia.
Contudo, Moagetes conseguiu convencer Vulsão a reduzir o preço para 100 talentos e prometeu enviar-lhe ainda mais 1 000 medimni de trigo, salvando assim sua cidade. Quando o cônsul cruzou o rio Colobato, vieram ao seu encontro embaixadores das cidades de Sinda, na Pisídia, que lhe pediram ajuda contra a cidade de Termesso, que havia tomado todo o seu território com exceção da capital. Vulsão aceitou com satisfação o pedido e invadiu o território de Termesso, que se rendeu imediatamente e ofereceu mais 50 talentos de prata e soldados para a aliança de Vulsão. Os próximos alvos foram as cidades de Cirmasa e Lysinoe, na Pisídia, que lhe rendeu um grande saque. A cidade de Sagalasso lhe ofereceu mais 50 talentos e 20 000 medimni de cevada para não ser saqueada.
Depois disto, Vulsão se encontrou novamente com Seleuco, que levou consigo os romanos feridos e doentes até Apameia e ofereceu-lhes a ajuda de alguns guias. Depois de mais três dias de marcha, os romanos chegaram ao território dos tolistóbogos, uma das três tribos gálatas. Vulsão convocou uma assembleia e discursou mais uma vez para suas tropas sobre a iminente guerra. Logo em seguida, enviou emissários a Eposognato, o chefe tribal dos tectósages, a única tribo que mantinha relações amigáveis com Pérgamo. Os emissários retornaram afirmando que ele havia implorado para que os romanos não invadissem seu território e que ele tentaria forçar a rendição dos demais chefes tribais.
Porém, o exército continuou sua marcha para o interior e acampou perto de uma fortaleza gálata conhecida como Cubalo (em latim: Cuballum). Enquanto estavam lá, a cavalaria gálata atacou a vanguarda do exército romano e conseguiu provocar importantes baixas antes que um contra-ataque da cavalaria romana os repelisse com pesadas perdas. Ciente de que marchava em território hostil, Vulsão continuou seu avanço cautelosamente.

## Batalha do Monte Olimpo

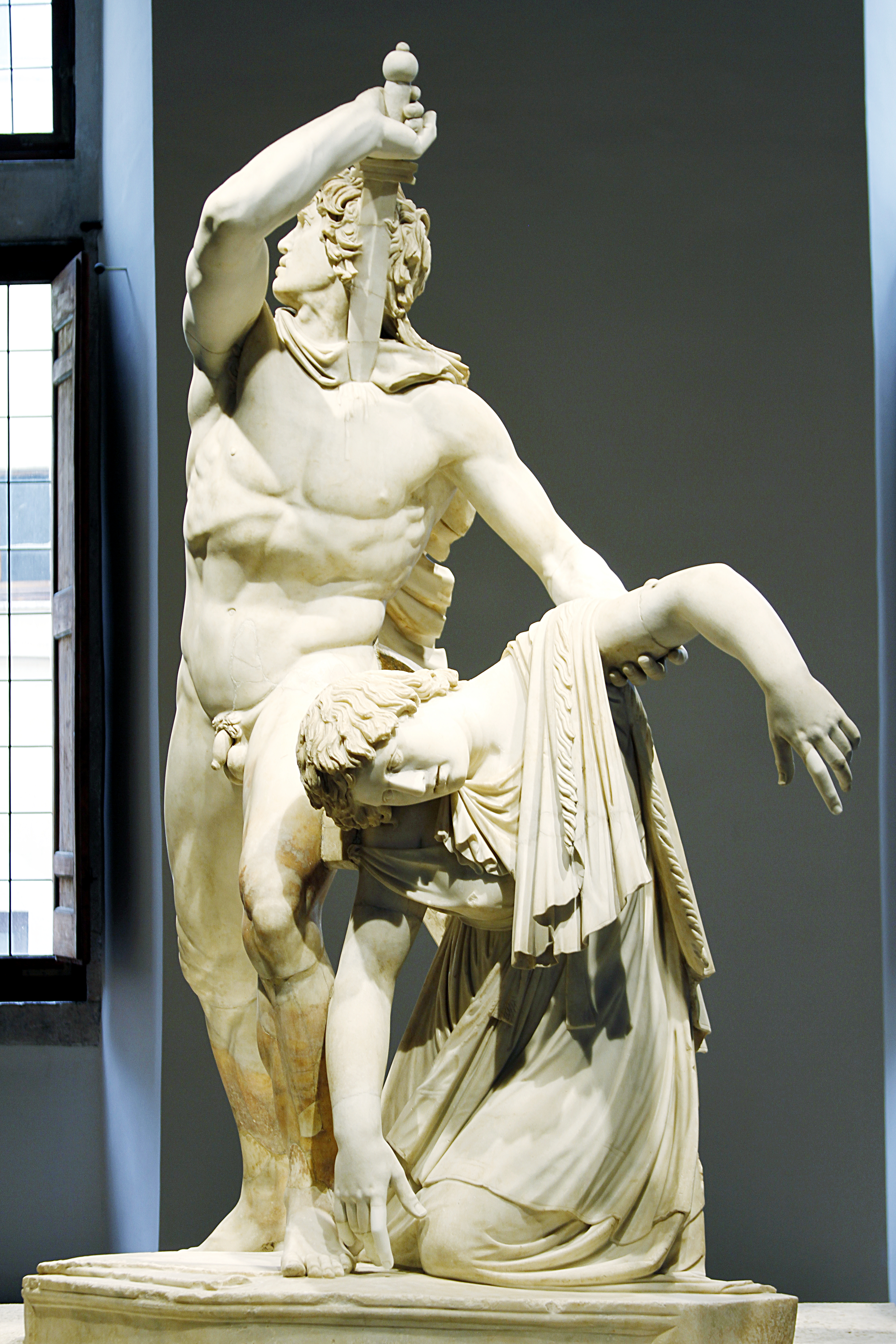
"Gaulês Ludovisi", outra famosa estátua de um guerreiro gaulês. Também é uma cópia de um original encomendado por Átalo I.
Palazzo Altemps, Roma.

Romanos e pergamenses chegaram até a cidade de Górdio e a encontraram deserta. Um enviado de Eposognato os encontrou ali e relatou que Eposognato havia falhado em sua tentativa de evitar uma guerra e que os gálatas estavam reunindo um grande exército nas montanhas.
Os tolistóbogos ocuparam o Monte Olimpo (moderno Uludağ), construindo um fosso e paliçadas defensivas, enquanto que os tectósages e trocmos foram para outra montanha. Nos dois primeiros dias, os romanos enviaram batedores para reconhecer o terreno das montanhas e, no terceiro, atacaram a posição gálata com escaramuçadores. A princípio. a batalha se desenrolou de forma parelha, mas, quando a luta se adensou num intenso combate corpo-a-corpo, a superioridade de armaduras e armamentos romanos se mostrou decisiva. A batalha rapidamente se transformou num massacre para os gálatas quando os romanos tomaram de assalto seu acampamento, resultando em mais de 10 000 mortos e cerca de 40 000 capturados.

## Batalha de Ancira
Depois da decisiva vitória romana no Monte Olimpo, os tectósages imploraram por misericórdia e pediram uma conferência com Vulsão a meio caminho entre seu acampamento e cidade de Ancira. O plano principal dos gauleses era adiar o ataque romano para que eles pudessem enviar mulheres e crianças para o outro lado do rio Hális e, se fosse possível, para que pudessem assassinar Vulsão. A caminho da conferência, os romanos perceberam uma carga da cavalaria gálata avançando contra eles e, na confusão que se seguiu, os gálatas conseguiram vencer a guarda pessoal de Vulsão, mas acabaram repelidos quando uma escolta que vinha seguindo-os mais atrás chegou e se juntou ao combate.
Os romanos passaram os dois dias seguintes procurando pelas redondezas e, no terceiro, encontraram o exército gálata, que contava com cerca de 50 000 homens. A batalha começou com uma primeira carga dos escaramuçadores, que conseguiram romper o centro da linha gálata, que fugiu em desordem para seu acampamento. Os flancos contiveram o ataque por mais tempo, mas também acabaram forçados a recuar. Os romanos perseguiram e saquearam o acampamento gálata enquanto os poucos sobreviventes se lançaram através do rio para se juntarem às mulheres, crianças e aos trocmos.

## Eventos posteriores
Estas devastadores derrotas militares forçaram os gálatas a buscarem a paz. Eles enviaram emissários até Vulsão, mas ele já estava seguindo de volta para Éfeso por causa do inverno que se aproximava.
Vulsão permaneceu na Ásia por mais um ano, durante o qual terminou as tratativas para o  Tratado de Apameia com Antíoco, que dividiu as terras da costa Ásia Menor entre o Reino de Pérgamo e a Peraia Rodense. Quando os enviados gálatas chegara à sua corte, Vulsão determinou que o rei Eumenes II de Pérgamo lhes daria as condições de paz quando chegasse de volta de Roma.
O próprio Vulsão começou sua viagem de volta para Roma em 188 a.C. e chegou no ano seguinte. Ele foi muito criticado por ter iniciado sua guerra sem autorização do povo e do Senado, mas conseguiu convencer seus críticos de seu sucesso e foi autorizado a realizar seu triunfo. O fato é que Vulsão e e seus legionários enriqueceram muito por causa desta campanha, pois tomaram dos gálatas a maior parte das riquezas que eles próprios haviam juntado em seus saques durante sua migração até a Ásia Menor.

## Lenda de Quiomara
Em seu "Nove Livros de Feitos e Dizeres Memoráveis", Valério Máximo contou a história de Quiomara, a esposa de Ortíago de Galácia. Durante a Guerra Gálata, um dos centuriões de Vulsão foi encarregado de um grupo de cativos incluindo Quiomara e lhe fez avanços sexuais, mas ela rejeitou-o. Indignado, ele violentou-a. Envergonhado, o centurião então ofereceu um resgate por ela a seus pais. Depois de receber o resgate, enquanto contava as moedas de ouro, Quiomara secretamente sinalizou para seus pais, que o mataram e cortaram a sua cabeça. Ela depois presenteou seu marido com a cabeça do centurião.